# 넓은발나무타기쥐
넓은발나무타기쥐(Rhipidomys latimanus)는 비단털쥐과에 속하는 설치류이다. 콜롬비아와 에콰도르, 파나마, 페루에서 발견된다.